# Mag 218 Tower
Mag 218 Tower es un rascacielos residencial de 232 metros de altura, 66 plantas y 555 apartamentos ubicado en Dubái, Emiratos Árabes Unidos. La construcción del edificio, diseñado por "Shair and Partners", comenzó en el año 2006 y terminó en 2010.

## Galería

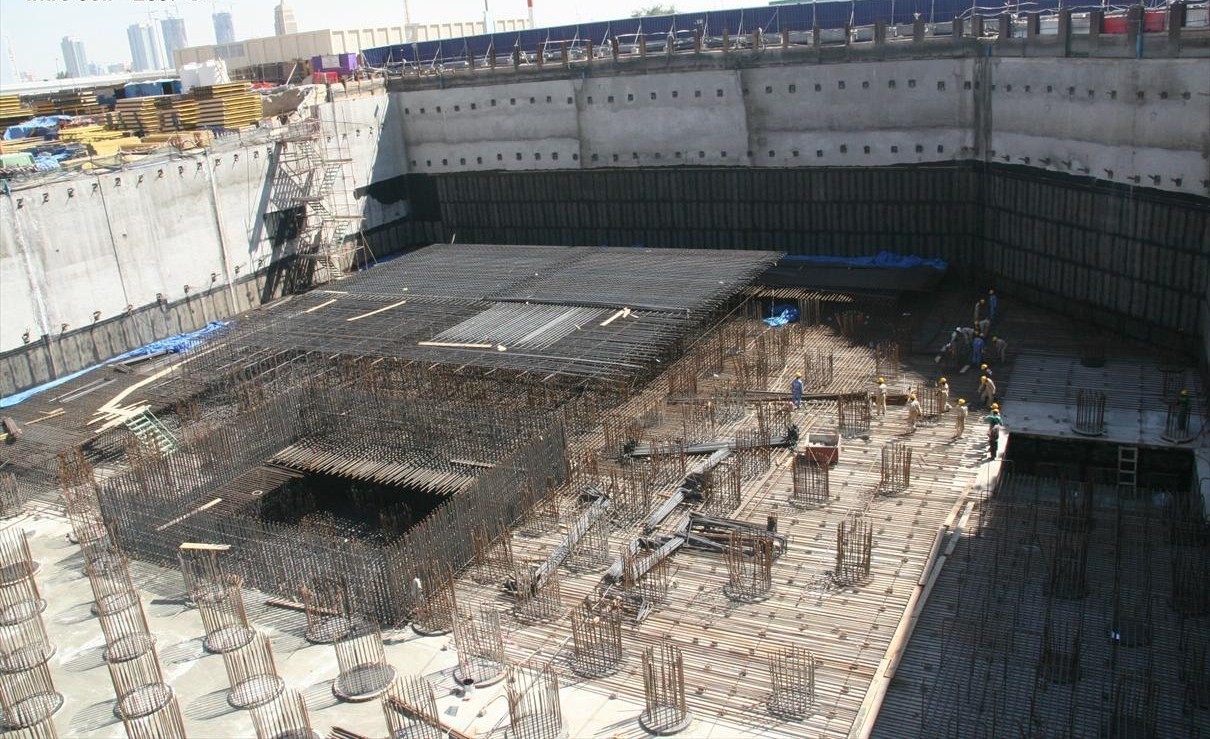
16 de febrero de 2007
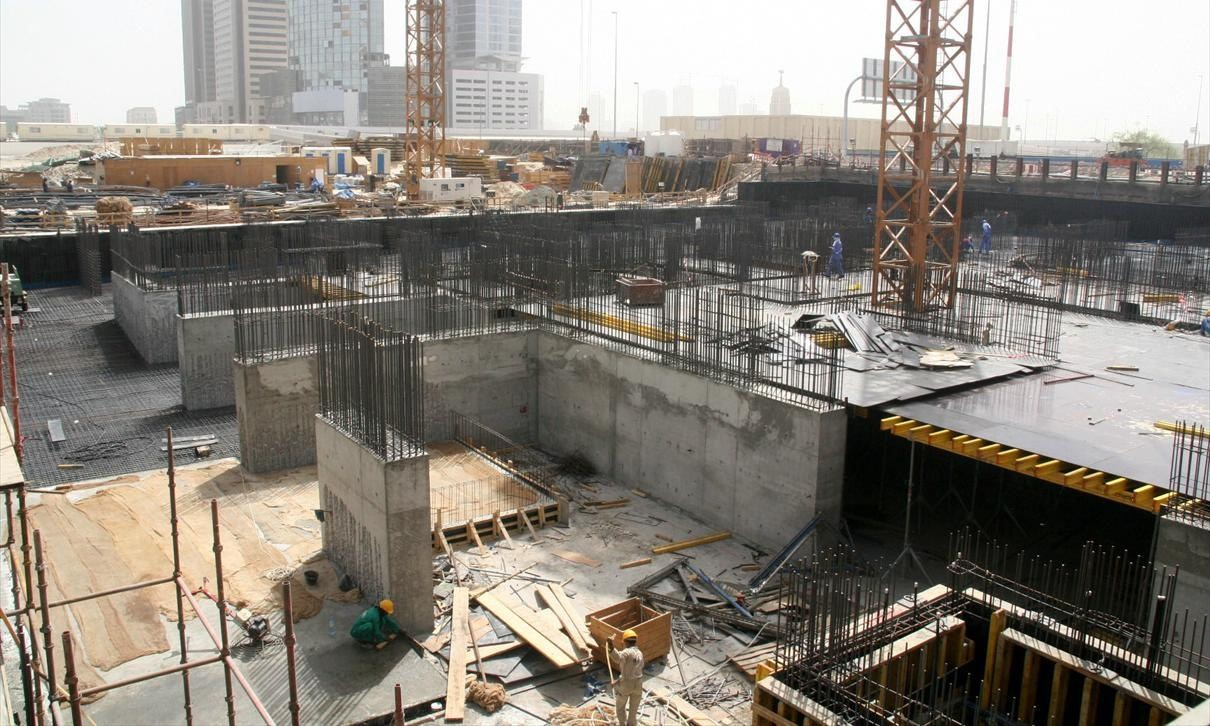
18 de mayo de 2007
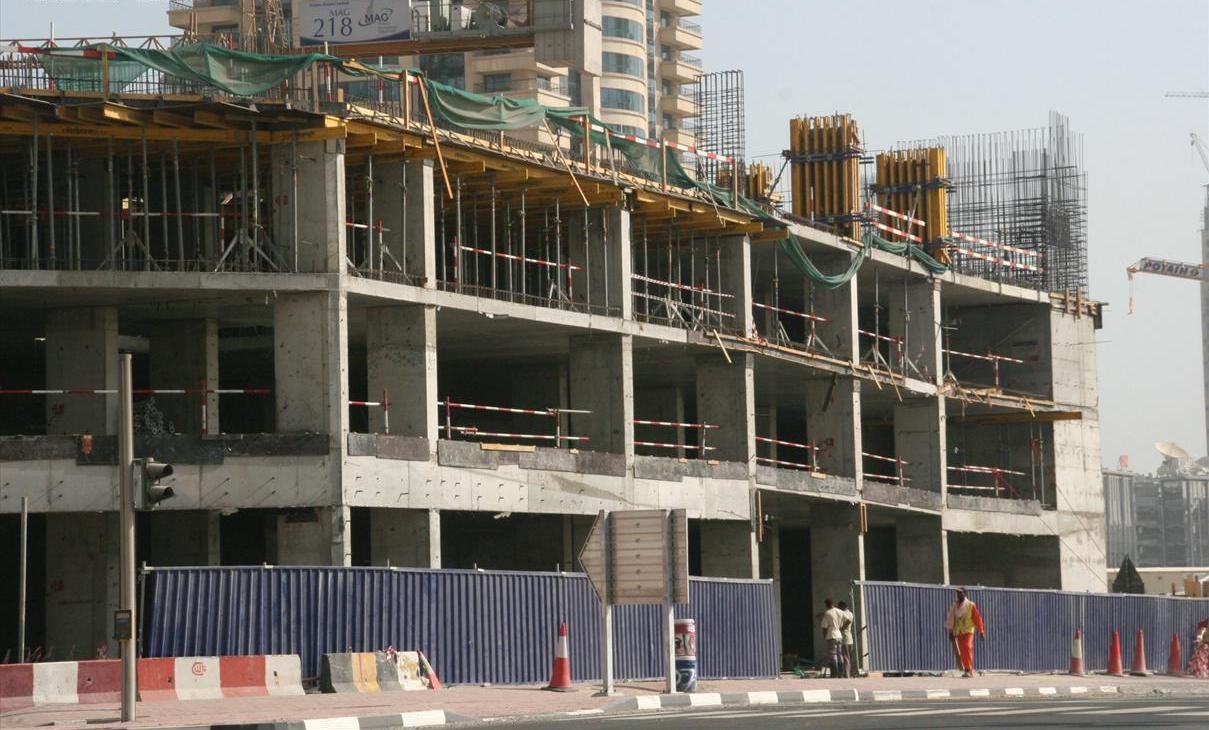
17 de agosto del 2007
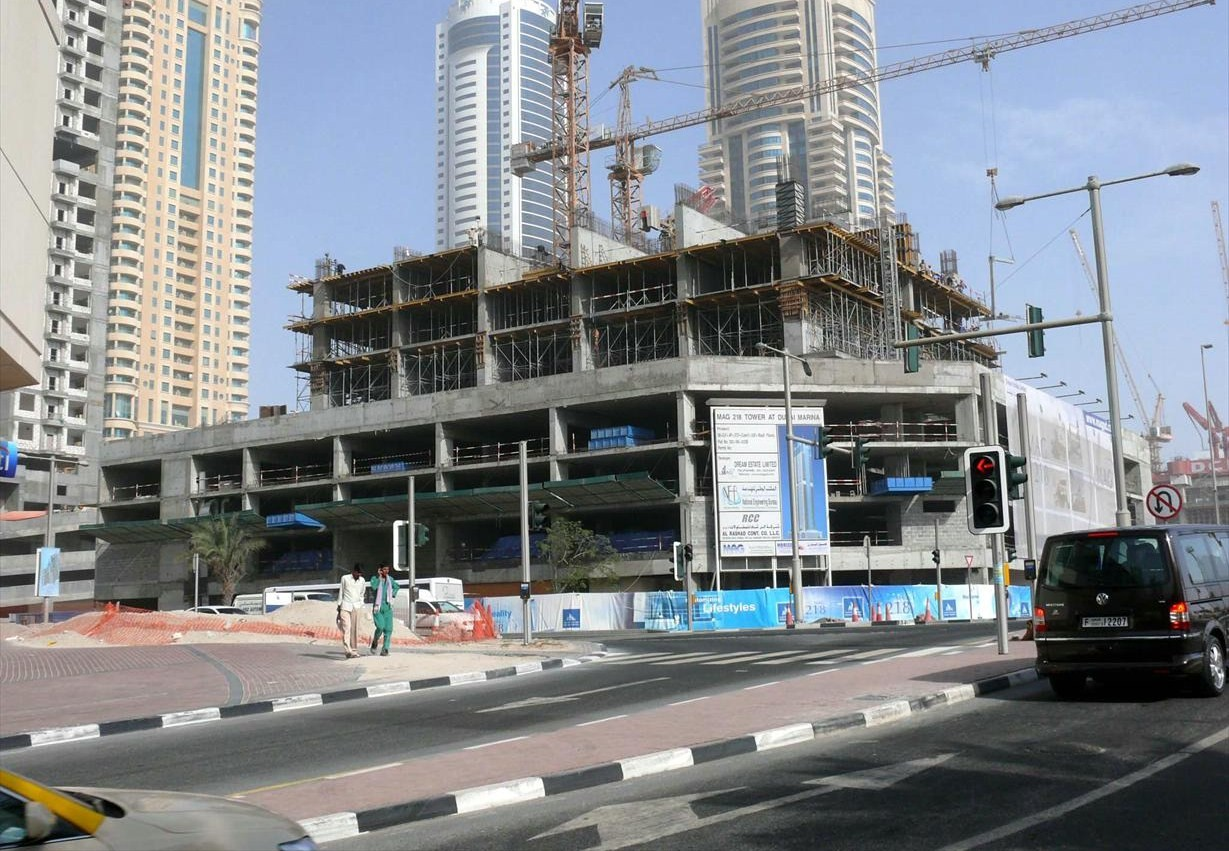
4 de enero de 2008
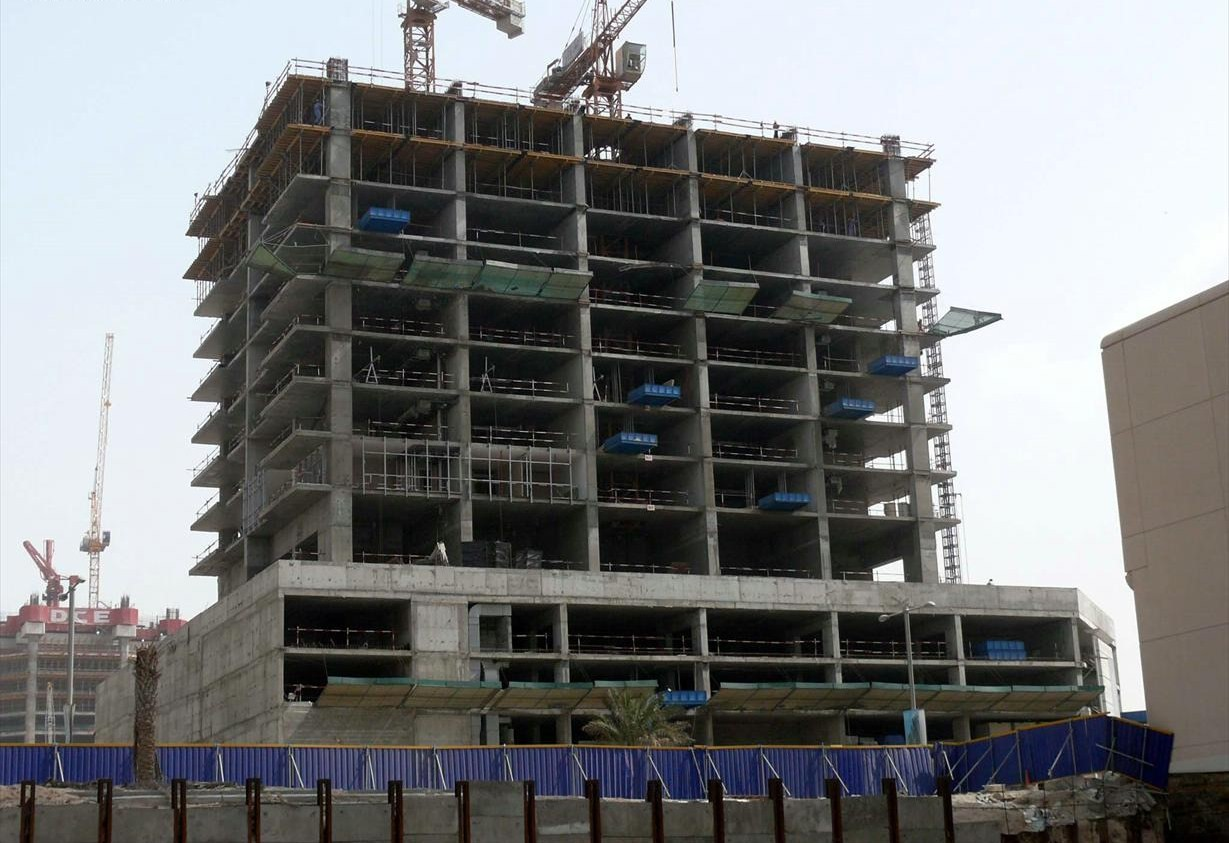
7 de marzo 2008